# استریمر

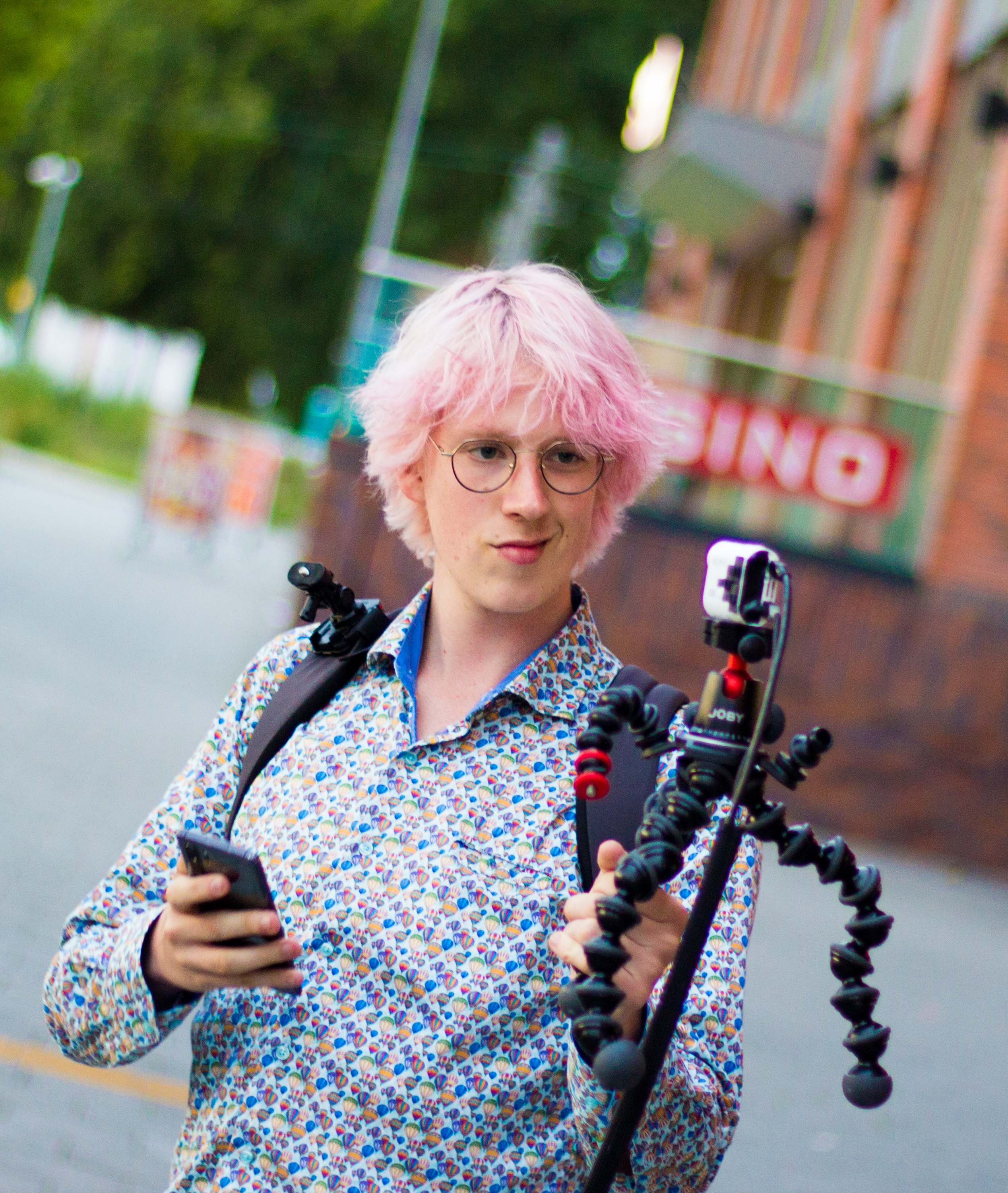
یک استریمر توئیچ با تجهیزات ضبط

استریمر (به انگلیسی: Streamer) شخصی است که محتوای خود را از طریق پخش زنده یا فیلم از پیش ضبط شده به صورت برخط پخش می‌کند. دامنه استریمرهای برخط به گونه‌های مختلفی اعم از بازی‌های ویدئویی، آموزش‌ها یا حتی چت‌های انفرادی گسترش یافته است.

## انواع
- بازی‌های ویدیویی[۳]
- استریم زندگی شخصی